# Медвідь Іван
Медві́дь (Іван, Василь, Григорій; роки народження і смерті невідомі) — один з керівників гайдамацького руху в 30-х роках 18 століття у Правобережній Україні. Учасник гайдамацького повстання під проводом Верлана. 
Навесні 1736 року гайдамацький загін, створений Медвідем у Чорному Лісі поблизу річки Цибульник, зайняв і деякий час володів Чигирином.  Восени 1736 року гайдамаки Медвідя спільно з гайдамацькими загонами Івана Жили, Матвія Гриви, Харка, Рудя, Іваниці здобули в Київському воєводстві укріплені замки в Паволочі (тепер село Попільнянського району Житомирської області) і Погребищі та зруйнували кілька навколишніх шляхетських маєтків.
Після 1737 року його доля невідома.